# Bayard (Virginie-Occidentale)
Pour les articles homonymes, voir Bayard.
Bayard est une ville américaine située dans le comté de Grant en Virginie-Occidentale.
Selon le recensement de 2010, Bayard compte 264 habitants. La municipalité s'étend sur 0,16 milles carrés (0,41 km2).
La ville adopte son nom actuel en 1882, en l'honneur de Thomas F. Bayard. Elle devient une municipalité le 29 mars 1893.